# 音楽 (教科)

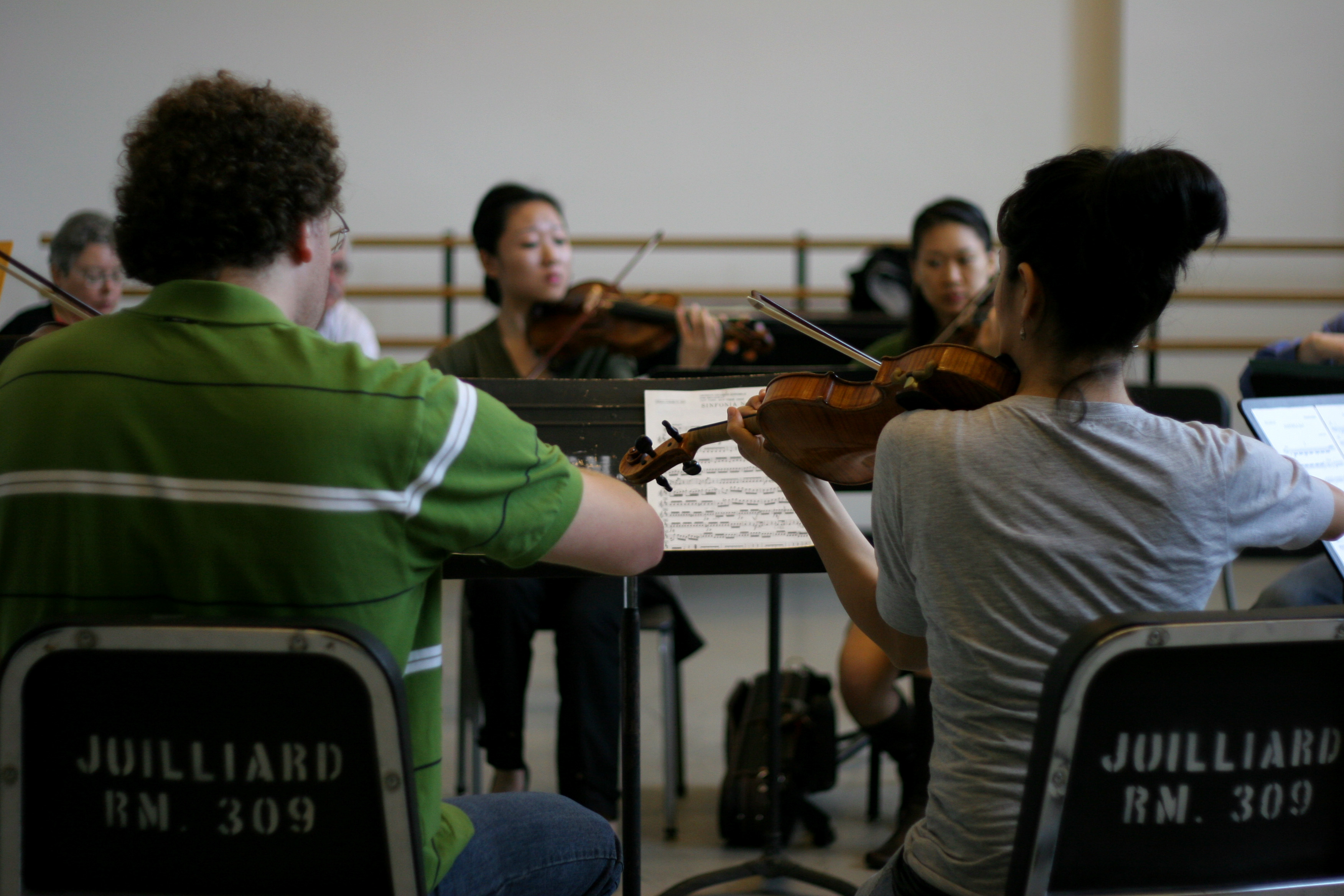
アメリカ合衆国ニューヨーク州での音楽の授業風景。

音楽（おんがく）は、学校教育（小学校・中学校・高等学校）における教科の一つ。
日本の高等学校においては、「普通教育に関する各教科」としての「芸術」と「専門教育に関する各教科」としての「音楽」に分かれている。
本項目では、主として現在の日本の学校教育における音楽について取り扱う。関連する理論・実践・歴史などについては「音楽教育」を参照。

## 概要
教科としての「音楽」は、小学校・中学校および特別支援学校の小学部、中学部では、週1～2時間程度の必修科目として位置づけられている。その目的は音楽的な技能の習得そのものに加え、「音楽を愛好する心情を育てる「音楽に対する感性を育てる」「豊かな情操を養う」など、形式陶冶的な側面が含まれている。
高等学校でも目的そのものは概ね同じであるが、芸術科の1科目（音楽I/II/III）または専門科目として位置づけられ、すべての生徒が履修する科目ではなくなる。
学校内での校舎・教室の配置において、音楽室が最上階の隅や、特別教室棟、もしくは別棟などに設置されていることが多い理由は、他の授業の妨げにならないことが配慮されているためである。

## 学習内容

### 普通教育における「音楽」
基本的には「表現」と「鑑賞」の2領域および「共通領域」が、学習指導要領で定められている。
「表現」は教科書などを使った歌唱指導、リコーダー・鍵盤ハーモニカなどの器楽指導、作曲、即興表現などの創作指導、それらを補完するため、初歩的な楽典の指導などが行なわれる。「鑑賞」はCDやDVDを用いた鑑賞から、実際の演奏を聴くことに範囲が及ぶ。表現と鑑賞が同時進行で行なわれることもある。
唱法は、使用教材や児童・生徒の発達段階等に応じて適宜選択すべきものであるが、学習指導要領上は原則として移動ドを使用することとされる。
日本の学校教育においては、高等学校以降の専門の授業を除き、楽譜の読み書き・発声・演奏法などの習得はこれらの活動の手段として学習する。

#### 小学校「音楽」
現行の学習指導要領において、小学校の音楽科の目標として次の通り示されている。
「表現」
唱歌や楽器の演奏など。メロディの創作や歌詞をつける活動などが行われることもある。小学校においては一部の取り扱うべき教材が学習指導要領において明記されている。以下参照。
- 小学校1年
「うみ」（林柳波作詞・井上武士作曲）、「かたつむり」、「日のまる」（高野辰之作詞・岡野貞一作曲）、「ひらいたひらいた」（わらべうた）
小学校2年
「かくれんぼ」（林柳波作詞、下総皖一作曲）、「春がきた」（高野辰之作詞・岡野貞一作曲）、「虫のこえ」、「夕やけこやけ」（中村雨紅作詞・草川信作曲）
小学校3年生
「うさぎ」（日本古謡）、「茶つみ」（文部省唱歌）「春の小川」（文部省唱歌、高野辰之作詞  岡野貞一作曲）、「ふじ山」（文部省唱歌、巖谷小波作詞）
小学校4年生
「さくらさくら」（日本古謡）、「とんび」（葛原しげる作詞・梁田貞作曲）、「まきばの朝」（文部省唱歌、船橋栄吉作曲）、「もみじ」（文部省唱歌、高野辰之作詞・岡野貞一作曲）
小学校5年生
「こいのぼり」（文部省唱歌）、「子もり歌」（日本古謡）、「スキーの歌」（文部省唱歌、林柳波作詞・橋本國彦作曲）、「冬げしき」（文部省唱歌）
小学校6年生
「越天楽今様（歌詞は第2節まで）」（日本古謡、慈鎮和尚作歌）、「おぼろ月夜」（文部省唱歌、高野辰之作詞・岡野貞一作曲）、「ふるさと」（文部省唱歌、高野辰之作詞・岡野貞一作曲）、「われは海の子（歌詞は第3節まで）」（文部省唱歌）

「鑑賞」
邦楽、西洋音楽、民族音楽など、さまざまなジャンルの音楽を鑑賞する。この中で音楽家や鑑賞する教材に関する文化・歴史などを学ぶこともある。こちらは、学習指導要領において取り扱うべき教材の明記はない。

#### 中学校「音楽」
現行の学習指導要領において、中学校の音楽科の目標として次の通り示されている。
「表現」
取り扱う教材として、学習指導要領では「我が国で長く歌われ親しまれている歌曲のうち、我が国の自然や四季の美しさを感じ取れるもの又は我が国の文化や日本語のもつ美しさを味わえるもの」として、各学年において、以下の共通教材の中から1曲以上を含めることとされている。
- 赤とんぼ（三木露風作詞、山田耕筰作曲）
- 荒城の月（土井晩翠作詞、滝廉太郎作曲）
- 早春賦（吉丸一昌作詞、中田章作曲）
- 夏の思い出（江間章子作詞、中田喜直作曲）
- 花（武島羽衣作詞、滝廉太郎作曲）
- 花の街（江間章子作詞、團伊玖磨作曲）
- 浜辺の歌（林古渓作詞、成田為三作曲）

また、歌唱においては「変声期及び変声前後の声の変化について気付かせ、変声期の生徒を含む全ての生徒の心理的な面についても配慮するとともに、変声期の生徒については適切な声域と声量によって歌わせるようにすること。」とされ、器楽については「3学年間を通じて1種類以上の和楽器を取り扱い、その表現活動を通して、生徒が我が国や郷土の伝統音楽のよさを味わい、愛着をもつことができるよう工夫すること。」とされている。
「鑑賞」
鑑賞に関わる知識を得たり生かしたりしながら、次の事項について考え、音楽のよさや美しさを味わって聴くこと、とされる。
- 曲や演奏に対する評価とその根拠
- 生活や社会における音楽の意味や役割
- 音楽表現の共通性や固有性

鑑賞教材は、「我が国や郷土の伝統音楽を含む我が国及び諸外国の様々な音楽のうち、指導のねらいに照らして適切なものを取り扱うこと。」とされている。学習指導要領上は具体的な教材の指定はないが、音楽教科書を発行する大手2社（教育芸術社、教育出版）にそろって掲載されている主な曲は次の通り。
- 四季より「春」（アントニオ・ヴィヴァルディ作曲）
- 魔王（フランツ・シューベルト作曲）
- 六段の調（八橋検校伝）
- 小フーガ ト短調（ヨハン・ゼバスティアン・バッハ作曲）
- 交響曲第5番ハ短調（ルートヴィヒ・ヴァン・ベートーヴェン作曲）
- モルダウ（ベドルジハ・スメタナ作曲）
- ボレロ（モーリス・ラヴェル作曲）

「共通事項」
表現及び鑑賞の指導を通して、次の事項を身に付けることができるよう指導する、とされる。
- 音楽を形づくっている要素や要素同士の関連を知覚し、それらの働きが生み出す特質や雰囲気を感受しながら、知覚したことと感受したこととの関わりについて考えること。
- 音楽を形づくっている要素及びそれらに関わる用語や記号などについて、音楽における働きと関わらせて理解すること。

「音楽を形づくっている要素」については、指導のねらいに応じて、音色、リズム、速度、旋律、テクスチュア、強弱、形式、構成などから、適切に選択したり関連付けたりして指導すること、とされている。

#### 高等学校普通教科「芸術」
高等学校においては、普通教科としての「芸術」に属する科目として、「音楽Ⅰ」、「音楽Ⅱ」及び「音楽Ⅲ」が設定されている。

### 高等学校専門教科「音楽」
高等学校においては、普通教科としての「芸術」とは別に、専門教科としての「音楽」が設定されている。専門教科としての「音楽」は、主に「音楽に関する学科」において履修されている。
専門教科では、音楽理論・音楽史・演奏法・調律など、かなり高度な内容を学習する。
その水準の高さは、他の専門教科よりも高いといわれる。
音楽高等学校も参照。

#### 音楽に関する学科
音楽に関する学科（おんがくにかんするがっか）は、高等学校設置基準（平成16年文部科学省令第20号）に規定されている専門教育を主とする学科の1類型。専門教科「音楽」に属する科目のうち「音楽理論」、「音楽史」、「演奏法」、「ソルフェージュ」及び「器楽」の一部（鍵盤楽器の独奏）が、高等学校学習指導要領（平成11年文部省告示第58号）により原則履修科目として指定されている。

## 入試などへの影響
基本的に入試科目となることはない。
ただし、公立高校入試の場合、美術、保健体育、技術・家庭とともに内申点の比重がやや高くなる場合がある。
また、音楽を専門的に学ぶ学校（音楽高等学校、大学の音楽学科など）に進学する場合、かなり高度な知識・技術が要求される。